# Antanas Mockus
Aurelijus Rutenis Antanas Mockus Šivickas, né le 25 mars 1952 à Bogota, est un mathématicien, philosophe et homme politique colombien.

## Biographie

### Études et carrière universitaire
Fils d'immigrés lituaniens, Mockus a obtenu une licence de mathématiques à l'université de Bourgogne de Dijon en 1972 et une maîtrise de philosophie à l'université nationale de Colombie en 1988. Il a été professeur et chercheur à l'Université nationale de Colombie à partir de 1975 et en a occupé le poste de vice-président (1988-1991) puis de président (1991-1993). En tant que président de cette université, il a contribué à la rédaction de la Constitution colombienne de 1991, en ce qui concerne le domaine de l'éducation publique.

### Carrière politique
Élu maire de Bogota à la surprise générale en 1995 au terme d'une campagne à tout petit budget (8 millions de pesos[Lesquels ?] soit 3 000 €), réélu en 2001, il a été candidat à deux reprises à l'élection présidentielle. Pour sa première tentative, il accepte cependant d'être seulement candidat à la vice-présidence, aux côtés de Noemí Sanín, une candidate dissidente du Parti libéral colombien (elle changera plus tard pour le Parti conservateur colombien). Il se présente à l'élection présidentielle colombienne de 2006 avec le soutien de l'Alliance sociale indigène mais n'obtient que 1 % des voix.
Son deuxième mandat comme maire de Bogota est marqué par la mise en place du TransMilenio. Surnommé « le Prof », il est considéré comme un bon gestionnaire des finances publiques et possède une réputation de probité dans un pays où la corruption est forte.
Candidat à l'élection présidentielle de 2010 sous l'étiquette du jeune Parti vert (Partido Verde), Antanas Mockus prône « la continuité autrement ». Le quotidien El País relève qu'« il n’y a aucune différence majeure entre les programmes de Mockus et de Santos. Tous deux défendent le libéralisme économique et promettent de poursuivre la politique de sécurité du président sortant ». Il annonce, le 9 avril 2010, être atteint de la maladie de Parkinson, tout en maintenant sa candidature. Le 30 mai suivant, lors du premier tour de scrutin, il obtient 21,51 % des voix et se place en deuxième position, derrière le candidat uribiste Juan Manuel Santos (46,68 %). Bien que Mockus soit qualifié pour le second tour, son score est inférieur à ce qu'annonçaient les enquêtes d'opinion, qui le plaçaient au coude-à-coude avec Santos. Le 20 juin 2010, Santos est élu président de Colombie avec 69,13 % des voix, alors qu'Antanas Mockus recueille 27,47 % des voix.
Le 9 juin 2011, Antanas Mockus quitte le Partido Verde, refusant le soutien de l'ancien président de la République Álvaro Uribe et de son Partido de la U à son candidat pour la mairie de Bogota Enrique Peñalosa. Peu après, un autre candidat, Gustavo Petro, affirme que, le cas échéant, il accepterait le soutien de Antanas Mockus. Le 10 août 2011, Mockus annonce sa candidature à la mairie de Bogota, avec le soutien du parti Alianza Social Independiente. Le 30 septembre, il retire sa candidature et déclare appuyer celle de Gina Parody, elle aussi candidate indépendante. Le 30 octobre 2011, Gustavo Petro est élu maire de Bogota.

## Distinctions
En 2004, Antanas Mockus reçoit le titre honorifique de docteur honoris causa de l'Université Paris-VIII-Vincennes-Saint-Denis.

### Filmographie
- (es + fr) Antanas Mockus : civisme contre cynisme, film réalisé par Aubin Hellot et Lizette Lemoine, l'Harmattan vidéo, Paris ; Zarafa Films, Pantin, 2006, 26 min (DVD)